# Unió monetària i econòmica

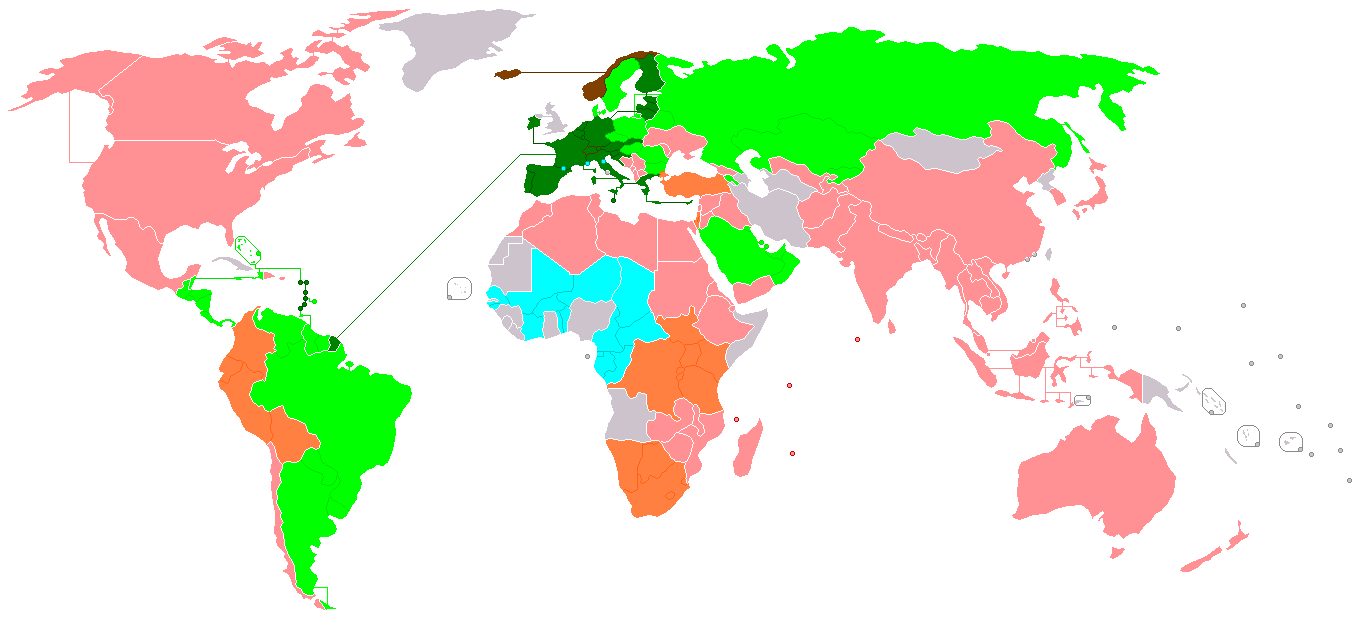
Integració econòmica.

Una unió monetària i econòmica és un mercat comú amb una moneda comuna. Les unions monetàries no necessàriament han creat un mercat comú; de fet, l'única unió monetària i econòmica del món és la zona euro de la Unió Europea, integrada pels membres de la Unió que han adoptat l'euro com a moneda estatal. Es considera una de les etapes més avançades d'integració econòmica.

## Història
Diversos països van intentar inicialment formar una UEM a la Cimera de l'Haia el 1969. Després, es va anunciar un "esborrany de pla". Durant aquest temps, el principal membre que presidia aquesta decisió va ser Pierre Werner, primer ministre de Luxemburg. La decisió de formar la Unió Econòmica i Monetària de la Unió Europea (UEM) es va acceptar el desembre de 1991, que després va passar a formar part del Tractat de Maastricht (el Tractat de la Unió Europea).

## Processos a la UEM Europea
Article principal : Unió Econòmica i Monetària de la Unió Europea
La UEM inclou quatre activitats principals.
La primera responsabilitat és encarregar-se d'implementar una política monetària efectiva per a la zona euro amb estabilitat de preus. Hi ha un grup d'economistes l'única funció dels quals és estudiar com millorar la política monetària mantenint l'estabilitat de preus. Realitzen investigacions i els seus resultats es presenten als líders de la UEM. Després, el paper dels líders és trobar una manera adequada d'implementar el treball dels economistes a les polítiques del seu país. Mantenir l'estabilitat de preus és un objectiu a llarg termini per a tots els estats de la UE, a causa dels efectes que pot tenir sobre l'euro com a moneda.
En segon lloc, la UEM ha de coordinar les polítiques econòmiques i fiscals dels països de la UE. Han de trobar un equilibri entre l'aplicació de les polítiques monetàries i fiscals. Aconsellaran als països que tinguin una major coordinació, encara que això signifiqui tenir països estretament units amb una política monetària més flexible i una política fiscal més estricta. No coordinar el mercat monetari podria comportar el risc d'una situació imprevisible. La UEM també delibera sobre una opció política mixta, que s'ha demostrat que és beneficiosa en alguns estudis empírics.
En tercer lloc, la UEM garanteix el bon funcionament del mercat únic. Els països membres respecten les decisions preses per la UEM i asseguren que les seves accions seran a favor d'un mercat estable.